# Aeroporti in Islanda

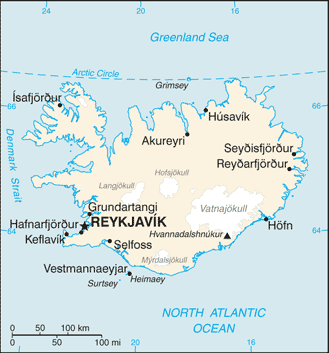
Mappa dell'Islanda

Questo è un elenco degli aeroporti in Islanda.

## Aeroporti

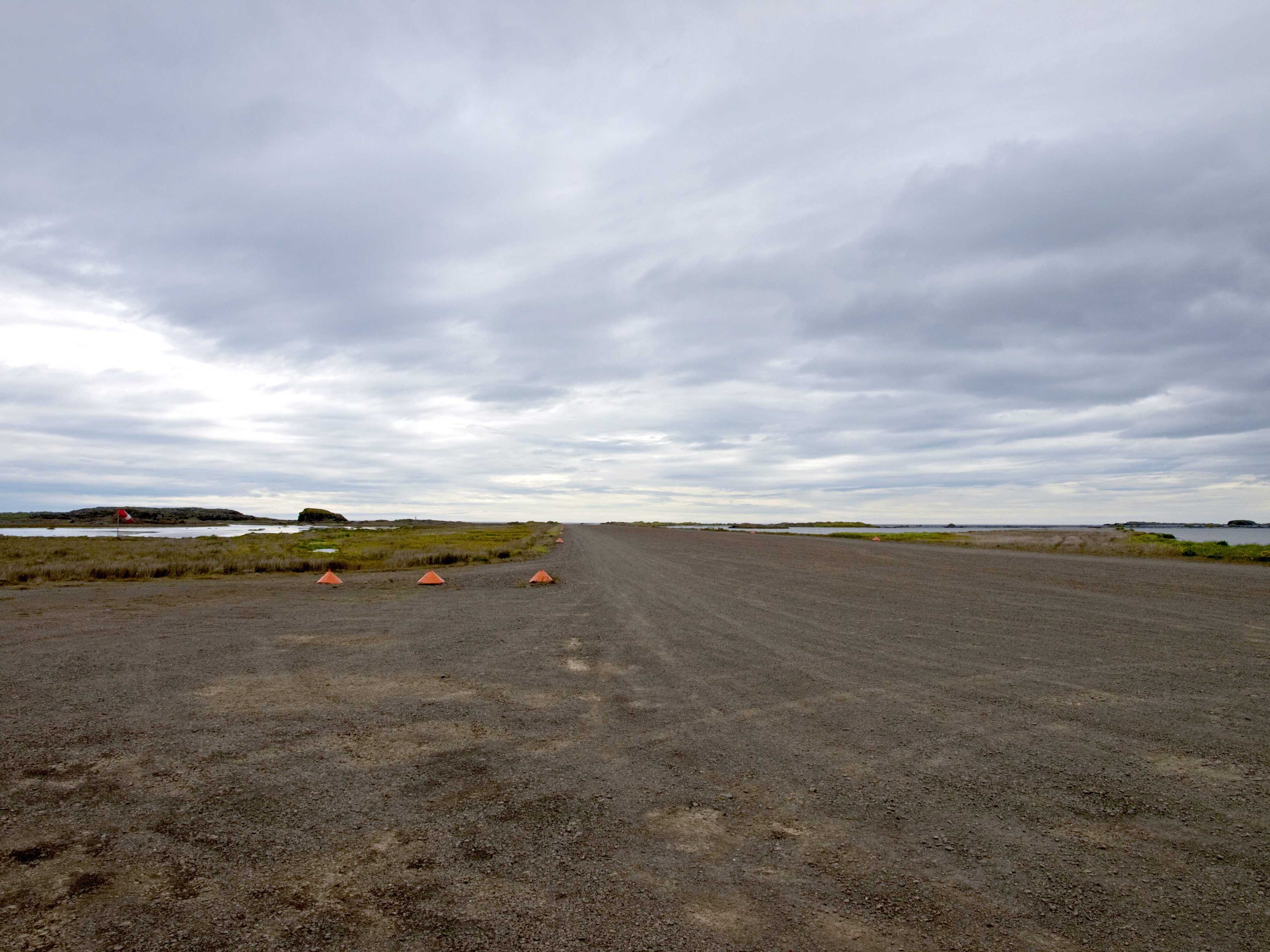
La pista di atterraggio dell'aeroporto Djúpivogur

I nomi degli aeroporti mostrati in grassetto hanno un servizio passeggeri per compagnie aeree commerciali.
| Nome                                 | Località             | ICAO | IATA |
| ------------------------------------ | -------------------- | ---- | ---- |
| Aeroporto di Akureyri                | Akureyri             | BIAR | AEY  |
| Aeroporto di Bakki                   | Bakki                | BIBA |      |
| Aeroporto di Bíldudalur              | Bíldudalur           | BIBD | BIU  |
| Aeroporto di Blönduós                | Blönduós             | BIBL | BLO  |
| Aeroporto di Breiðdalsvík            | Breiðdalsvík         | BIBV | BXV  |
| Aeroporto di Djúpivogur              | Djúpivogur           | BIDV | DJU  |
| Aeroporto di Egilsstaðir             | Egilsstaðir          | BIEG | EGS  |
| Aeroporto di Fagurhólsmýri           | Fagurhólsmýri        | BIFM | FAG  |
| Aeroporto di Fáskrúðsfjörður         | Fáskrúðsfjörður      | BIFF | FAS  |
| Aeroporto di Gjögur                  | Gjögur               | BIGJ | GJR  |
| Aeroporto di Grímsey                 | Grímsey              | BIGR | GRY  |
| Aeroporto di Grundarfjörður          | Grundarfjörður       | BIGF | GUU  |
| Aeroporto di Hólmavík                | Hólmavík             | BIHK | HVK  |
| Aeroporto di Hornafjörður            | Höfn                 | BIHN | HFN  |
| Aeroporto di Húsavík                 | Húsavík              | BIHU | HZK  |
| Aeroporto di Ísafjörður              | Ísafjörður           | BIIS | IFJ  |
| Aeroporto Internazionale di Keflavík | Keflavík             | BIKF | KEF  |
| Aeroporto di Kópasker                | Kópasker             | BIKP | OPA  |
| Aeroporto di Mývatn                  | Reykjahlid           | BIRL | MVA  |
| Aeroporto di Norðfjörður             | Norðfjörður          | BINF | NOR  |
| Aeroporto di Ólafsfjörður            | Ólafsfjörður         | BIOF | OFJ  |
| Aeroporto di Patreksfjörður          | Patreksfjörður       | BIPA | PFJ  |
| Aeroporto di Raufarhöfn              | Raufarhöfn           | BIRG | RFN  |
| Aeroporto di Reykjavík               | Reykjavík            | BIRK | RKV  |
| Aeroporto di Rif                     | Rif                  | BIRF | OLI  |
| Aeroporto di Sauðárkrókur            | Sauðárkrókur         | BIKR | SAK  |
| Aeroporto di Selfoss                 | Selfoss              | BISF | SEL  |
| Aeroporto di Siglufjörður            | Siglufjörður         | BISI | SIJ  |
| Aeroporto di Stykkishólmur           | Stykkishólmur        | BIST | SYK  |
| Aeroporto di Þingeyri                | Þingeyri (Thingeyri) | BITE | TEY  |
| Aeroporto di Þórshöfn                | Þórshöfn (Thorshofn) | BITN | THO  |
| Aeroporto di Vestmannaeyjar          | Vestmannaeyjar       | BIVM | VEY  |
| Aeroporto di Vopnafjörður            | Vopnafjörður         | BIVO | VPN  |